# Crematogaster rugosior
Crematogaster rugosior är en myrart som beskrevs av Santschi 1910. Crematogaster rugosior ingår i släktet Crematogaster och familjen myror. Inga underarter finns listade i Catalogue of Life.